# Christoph Adolf von Buhrmeister

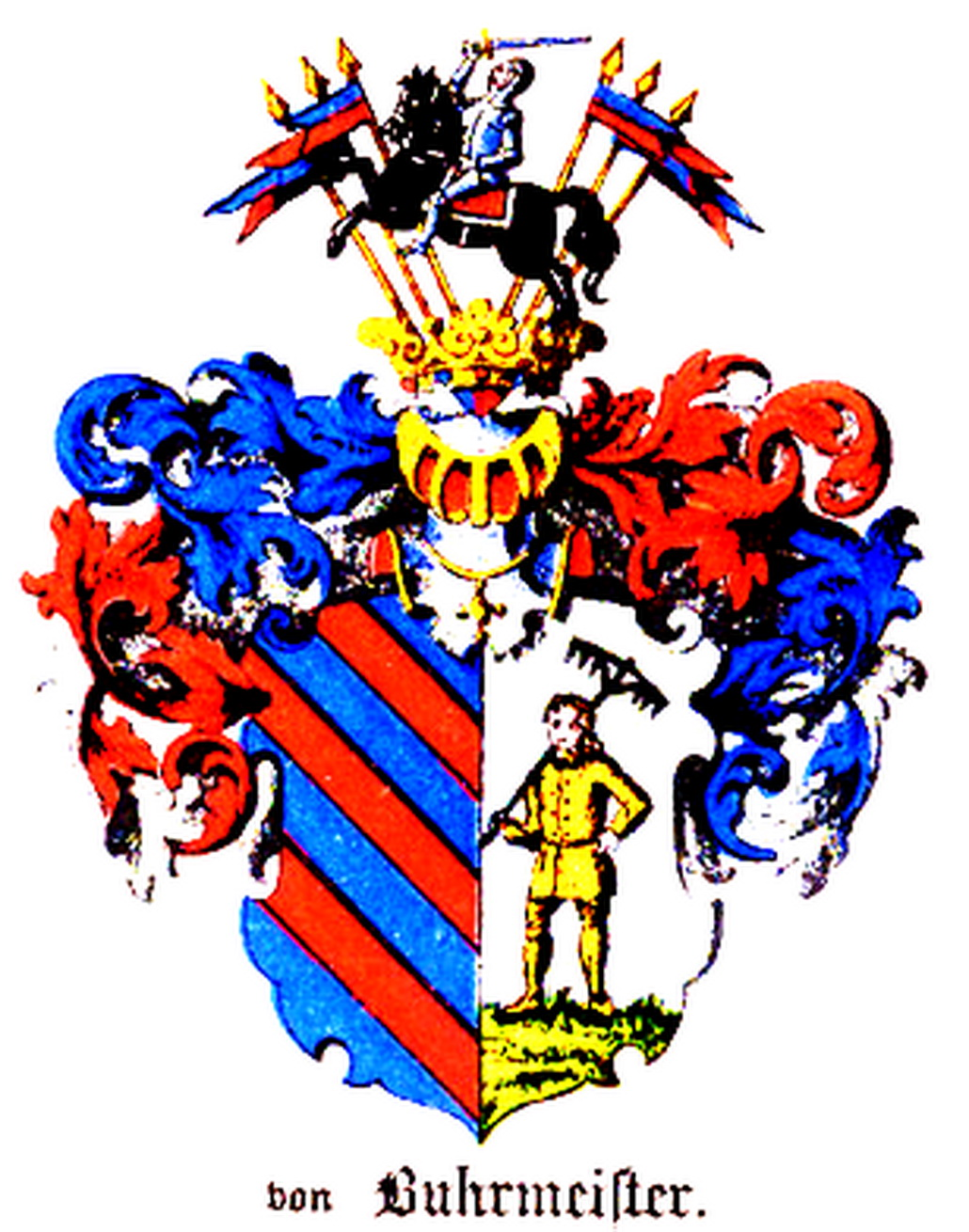
Wappen der Adelsfamilie von Buhrmeister (1882)

Christoph Adolf von Buhrmeister (russisch: Адольф Христофорович Бурмейстер * 11. September 1784 in Piigast, Gemeinde Kõlleste, Estland; † 16. Oktober 1866 in Perm, Russland) war ein deutsch-baltischer Adelsmann und russischer Generalleutnant.

## Werdegang
Buhrmeister war zuerst Absolvent im 1. Kadettenkorps und wurde am 18. Mai 1802 als Leutnant entlassen. Seine militärische Laufbahn setzte er dann im 4. Jäger-Regiment fort. Danach diente er während der Koalitionskriege unter dem Oberbefehlshaber Alexander Iwanowitsch Ostermann-Tolstoi und nahm an Gefechten in Czarnowo teil. Hier zeichnete er sich als Leutnant durch herausragende Tapferkeit aus, für die er von Graf Ostermann-Tolstoi besonders belobigt wurde. Buhrmeiter wurde mit dem Orden der Heiligen Anna (IV. Klasse: Goldenes Schwert mit der Inschrift „Für Tapferkeit“) ausgezeichnet. Ab 1813 diente er als Oberstleutnant im Pavlovsky Regiment, 1814 erhielt er aus den Händen des Königs von Preußen Friedrich Wilhelm III. den Orden Pour le Mérite. 1817 wurde er zum Oberst befördert. Von 1818 bis 1826 war er Kommandeur des 3. Marineregiments. 1826 zum Generalmajor befördert, war er stellvertretender Kommandant der Festung Kronstadt. Im Jahre 1829 wurde er mit dem Orden des Heiligen Georg IV. Klasse und der Medaille „25 Jahre treue Dienste“ dekoriert. Im Jahre 1831 leitete er den Vorsitz einer Militärkommission, 1840 wurde er zum Generalleutnant befördert und war bis 1855 Kommandant der Festung Kronstadt.
Nach seiner Verabschiedung aus dem Militärdienst im Jahre 1854 verbrachte er seinen Lebensabend bei seinem Sohn in Perm, wo Buhrmeister auch am 16. Oktober 1866 verstarb und auf dem lutherischen Friedhof seine letzte Ruhestätte erhielt.

## Herkunft und Familie
Sein Vater war der russische Leutnant Johann Christoph von Buhrmeister (* 12. August 1762; † 17. November 1835), der mit Christiane von Brömsen (1764–1817) verheiratet war. Christoph Adolf heiratete 1815 Karoline Elisabeth Juliane von Kruedener (ca. 1788; † 20. Juli 1854). Sie hatten folgende Nachkommen:
- Olga Louise (* 1. Dezember 1815; † 13. Mai 1838)
- Alexander Georg (* 4. Oktober 1817 in Riga; † 23. Mai 1854 in Sankt Petersburg) ⚭ Sophie Helene Hemmelmann
- Woldemar Alexander (* 11. März 1819 in Fellin; † 6. März 1820)
- Nikolai Adolf (* 21. Juli 1821)
- Marie Louise (* 22. Juli 1822)
- Jakob (* 20. Januar 1823 in Hapsal; † 16. Mai 1867 in Kronstadt), Kapitänleutnant
- Reinhold Johann (* 11. Oktober 1795 in Fellin; † 28. August 1819)